# Marc Jodot
Marc Jodot était architecte géographe à Douai (département du Nord, France).
Il a reçu en 1827 et 1828 en séance publique deux médailles d'or par la Société de géographie, respectivement pour le nivellement et la description topographique et physique de toute la vallée de la Meuse française, sur une étendue de plus de 40 myriamètres, et la seconde pour un pareil travail sur la vallée de l'Oise.
Il possédait une collection de dessins qu'il voulait publier, relatifs à la construction d'édifices publics, à l'exploitation de canaux, de mines ou chemins de fer.
Mais il est aussi connu des géographes pour avoir dressé la première "carte industrielle" faite en France.

## LaCarte industrielle du département du nord
Éditée à Paris en juillet 1829 par Colomb, elle est donc postérieure aux statistiques des préfets Dieudonné et Pommereul, dont elle a profité.
Jodot l'a dédiée à M. Cordier, inspecteur divisionnaire des ponts et chaussées (et rédacteur d'un mémoire sur l'agriculture de la Flandre française et sur l'économie rurale, publié en 1823),
Cette carte, selon son auteur a été dressée à l'échelle de 1 cm pour 2 km (1/200 000 m), en réutilisant
- la triangulation de Cassini,
- les cartes des ponts et chaussées (pour les routes et canaux),
- la nouvelle carte générale de France (faite sous l'autorité du ministre de la Guerre pour la position des frontières et divisions cantonales) et
- les « plans de masses du cadastre » pour les détails.

37 signes spéciaux y désignent des éléments topographiques ou économiques.
Trois tableaux sont annexés à la carte pour son interprétation, dont le contenu provient selon l'auteur des 14 annuaires statistiques antérieurement réalisés pour le département et de données provenant de l'ingénieur en chef Cordier.

### Statistiques associées à la carte
Un des tableaux (le 3e) associé à la carte de Marc Jodot par lui-même visait à représenter géographiquement les forces productives du département (du Nord) :
Il passe successivement en revue la population, la division territoriale (en hectares), l'énumération des moyens d'exploitation agricole et manufacturière.
Tous ces chiffres sont établis par arrondissement. ceux de la division territoriale et de la population offrent pour l'ensemble du département 60 cantons, 659 communes. une population totale de 962 648 habitants, dont 315 381 individus les communes urbaines et 647 267 les communes rurales, d'où un rapport de la population des villes à celle des campagnes de 2,052.
Le nombre des « maisons » du département (incluant les établissements industriels, car les recensements faits dans ce département avaient porté sur les édifices d'exploitation, soit rurale, soit manufacturière, en même temps que sur les maisons d'habitation.) est de 179.209 et celui des ménages seulement de 158.631.

Les ménages dans ce département (le plus populeux de France à l'époque) étaient composés d'environ six individus.
M. Jodot estime la superficie totale du département à 581,614 hectares (ou 294,50c lieues carrées de 25 au degré), et que l'arrondissement qui présente le moindre nombre d'habitants par lieue carrée, est celui d'Avesnes le plus méridional du département (1 651h97), tandis qu'au centre l'arrondissement de Lille offre, par lieue carrée, 6.057h.8o habitants ; ce qui le constitue le plus populeux de la France. La proportion pour tout le département est de 3,268 h.75 habitants par lieue carrée.
Cette carte nous offre rétrospectivement des informations intéressantes sur l'occupation du sol au début du XIXe siècle :
- plus de moitié de la superficie du département était alors en terres labourables, avec ;
- 1/5 en « prairies naturelles » ;
- 1/16 en terres en jachères ;
- 1/20 en « prairies artificielles » ;
- 1/32 en routes et chemins ;
- 1/62 en jardins potagers et parcs ;
- 1/74 en terrains incultes
- 1/84 en maisons, moulins, usines ;
- 1/91 en bois; 1/140 en marais ;
- 1/274 en eaux stagnantes et étangs ;
- 1/292 en eaux courantes et rivières ;
- 1/5238 en mines et carrières.

Jodot apporte aussi quelques moyennes départementales pour le cheptel :
- une bête à corne pour 2 hectares,
- 1 mouton par 3 hectares,
- 1 porc par 7 hectares,
- 1 cheval sur 8 hectares,
- 1 âne sur 127 hectares,
- 1 mulet sur 720 hectares, et enfin :
- 1 niche d'abeilles (ruche) sur 55 hectares.

Jachères : Jodot nous apprend que dans ce département si remarquable par sa bonne culture, il y a des nuances d'arrondissement à arrondissement puisque si les jachères occupaient à l'époque selon ces statistiques 1/16e de la superficie du département, soit environ 1/8e des terres labourables (il n'y a pratiquement plus de)
- 1/4 de terres labourables dans l'arrondissement d'Avesnes,
- 1/8 dans l'arrondissement de Dunkerque, et d'Hazebrouck,
- 1/9 dans celui de Cambrai,
- 1/12 dans ceux de Douai et de Valenciennes, tandis que dans l'arrondissement de Lille, il ne reste, terme moyen, qu'un hectare en jachères sur 60 hectares.

Le département du Nord, dont le sol est en général si fertile et si admirablement bien cultivé, n'offre en produits minéraux à l'industrie de ses habitants que du fer, du charbon de terre, des cendres fossiles, du marbre, des grès à paver, des pierres de taille bleues et blanches, des moellons calcaires et du sable quartzeux.
La carte renseigne par des signes les points des exploitations de tous les autres produits ;
on trouve de plus dans les tableaux statistiques qui enrichissent cette carte, que les exploitations de charbon de terre se trouvent dans l'arrondissement de Douai et de Valenciennes; qu'elles produisent annuellement ensemble 3.098.276 h.dont plus des 9/10 pour l'exploitation colossale d'Anzin et de Fresne; la première est la plus importante que possède la France.
On voit qu'à l'arrondissement d'Avesnes seul appartiennent les exploitations en fer et en marbre ; les premières produisent par an 1.124.523 kilogrammes de minerai et les carrières de marbre 162 mètres cubes qui sont tous sciés dans les usines du département ; 121 fours à chaux, 76 raffineries de sel qui sont presque toutes en même temps des fabriques de savon mou, et 90 distilleries de grains complètent dans la carte de M. Jodot l'aperçu statistique industriel.
S'il est peu de département qui soient aussi bien percés de canaux et de routes, il y a lieu de douter qu'il y en ait aucun autre (la Seine exceptée) qui compte autant de moyens de communication ; selon M. Jodot, le nombre des voitures publiques dans le Nord, était de 488 au moment où il dressait sa carte.